# Michalina z Pesaro
Michalina z Pesaro, wł. Michelina da Pesaro, także Michalina Metelli (ur. ok. 1300 w Pesaro, zm. 19 czerwca 1356 tamże) – włoska tercjarka franciszkańska, mistyczka, błogosławiona Kościoła katolickiego.

## Życiorys
Urodziła się w bogatej rodzinie hrabiowskiej. Była osobą pogodną i szczęśliwą. W wieku lat 12 została dobrze wydana za mąż za księcia Malatestę, który zmarł gdy Michalina miała 20 lat. Gdy zmarł jedyny syn, rozdała majątek i zapragnęła wstąpić do klasztoru, na co nie pozwolili jej rodzice, którzy ją uwięzili, twierdząc, iż jest obłąkana. W końcu uzyskała ich pozwolenie, zrzekła się prawa do dziedziczenia i została tercjarką franciszkańską. Poświęciła się działalności na rzecz potrzebujących. Odbyła pielgrzymkę do Jerozolimy by odwiedzić miejsca życia i męki Jezusa. W trakcie podróży, na Kalwarii doświadczyła ekstazy, która odtąd stała się jej udziałem. Zmarła 19 czerwca 1356 roku w opinii świętości.
Michalina została beatyfikowana w 1737 roku przez Klemensa XII. 
Patronuje miastu Pesaro, a jej relikwie znajdują się w miejscowym Sanktuarium Santa Maria delle Grazie.
W ikonografii przedstawiana jest, jako młoda franciszkańska tercjarka, klęcząca w ekstazie wśród nawałnicy, w kapeluszu pielgrzymim i laską pielgrzymią z tyłu.
Jej wspomnienie liturgiczne w Kościele katolickim obchodzone jest w dies natalis (19 czerwca).